# アンリ・メイエ
アンリ・メイエ（仏: Henri Meyer、1841年3月6日 - 1899年7月18日）は、フランスの画家、イラストレーター、風刺画家。本名はジャック・メイエ（Jacques Meyer）で、ほかに Reyem とも名乗った。

## 経歴
1841年3月6日にミュルーズで生まれた。風刺画を得意とし、書物の挿絵画家としてもジュール・ヴェルヌの「十五歳の船長」やリュシアン・ビアールの「インドのフロンティア」、トーマス・メイン・リード、テレーズ・ベッソンの小説にイラストを描いた。さらに、版画家のフォルテュヌ・メオルと組んで、定期刊行物「ル・プチ・ジュルナル」の表紙画を数多く手がけた。1884年にレジオンドヌール勲章の騎士に任命され、1899年7月18日にティエで没した。息子のジャン＝メジャン（Jan-Méjan）は、デザイナー兼イラストレーターとして活動した。

## 作品

肖像画／風刺画
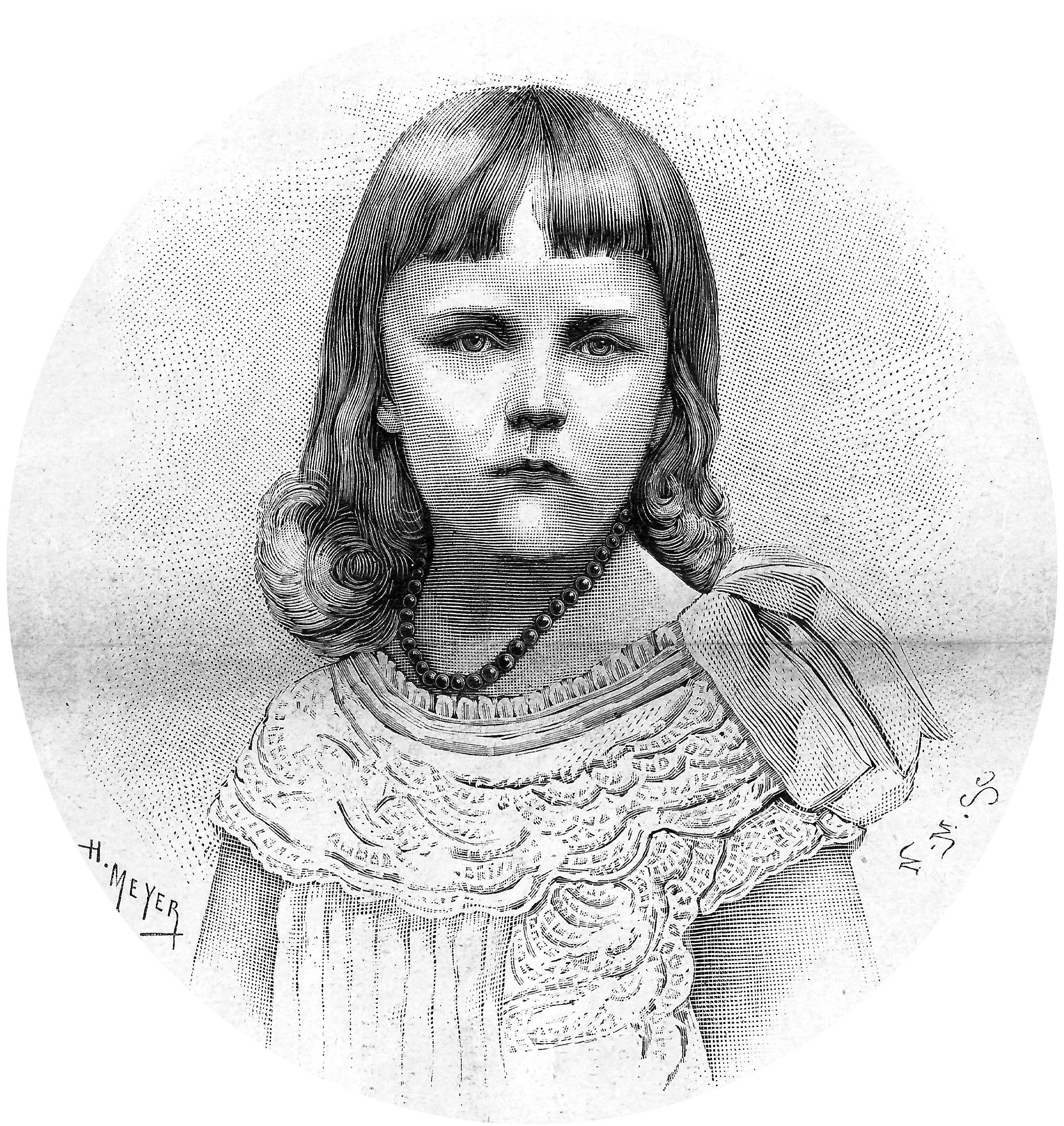
エリーザベト・マリー・ペツネック
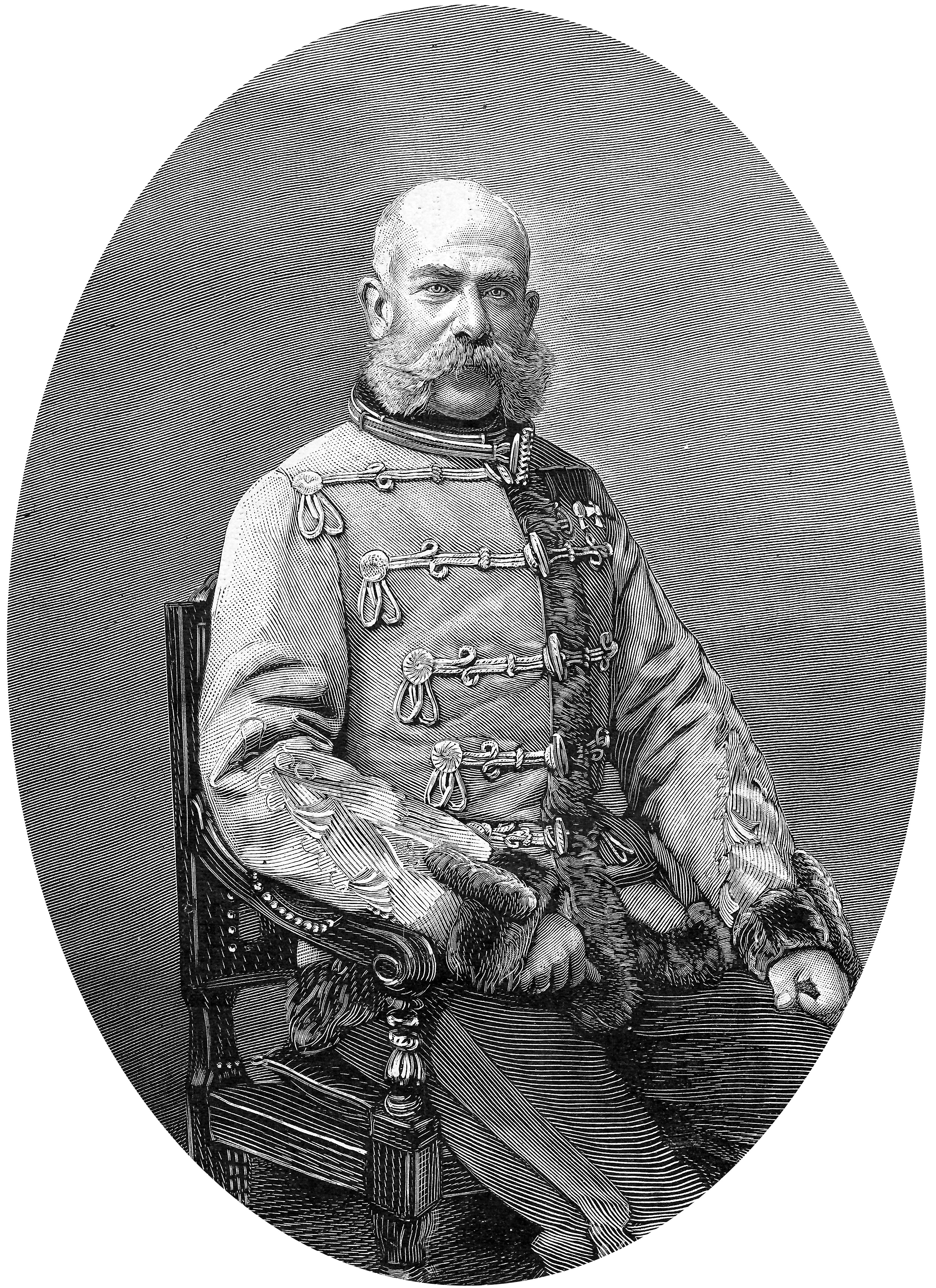
フランツ・ヨーゼフ1世
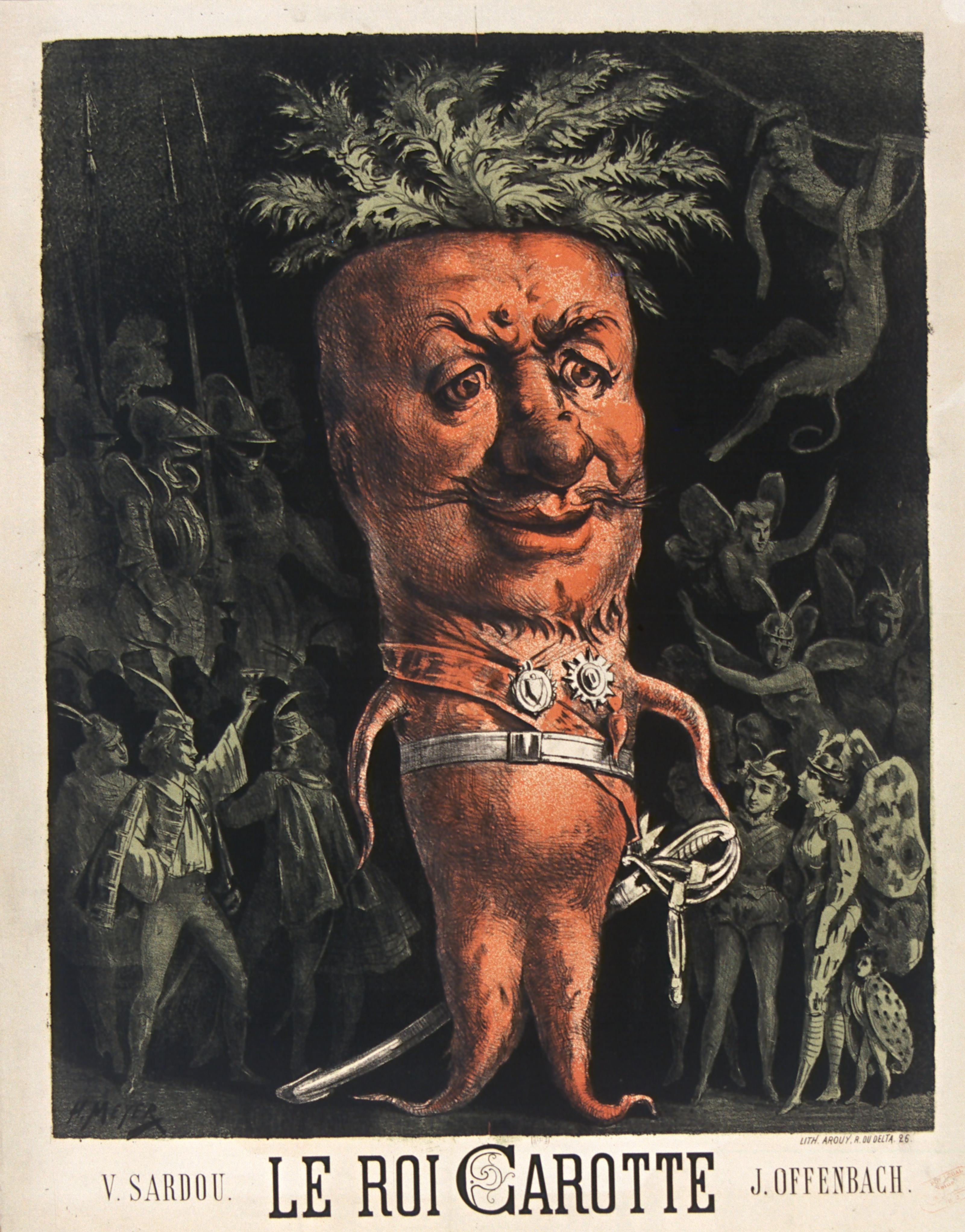
オッフェンバック 喜歌劇「キャロット王」
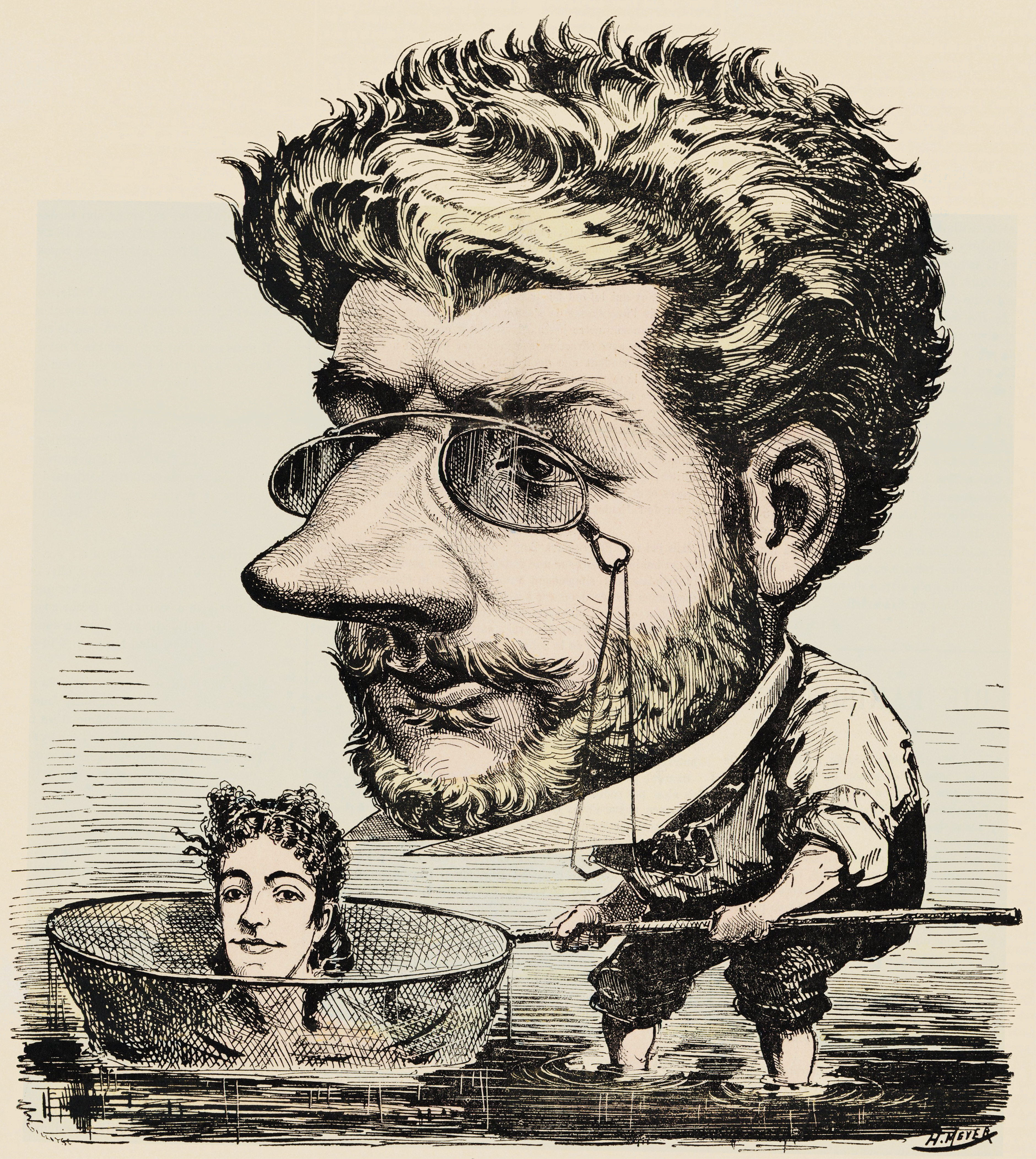
ジョルジュ・ビゼー
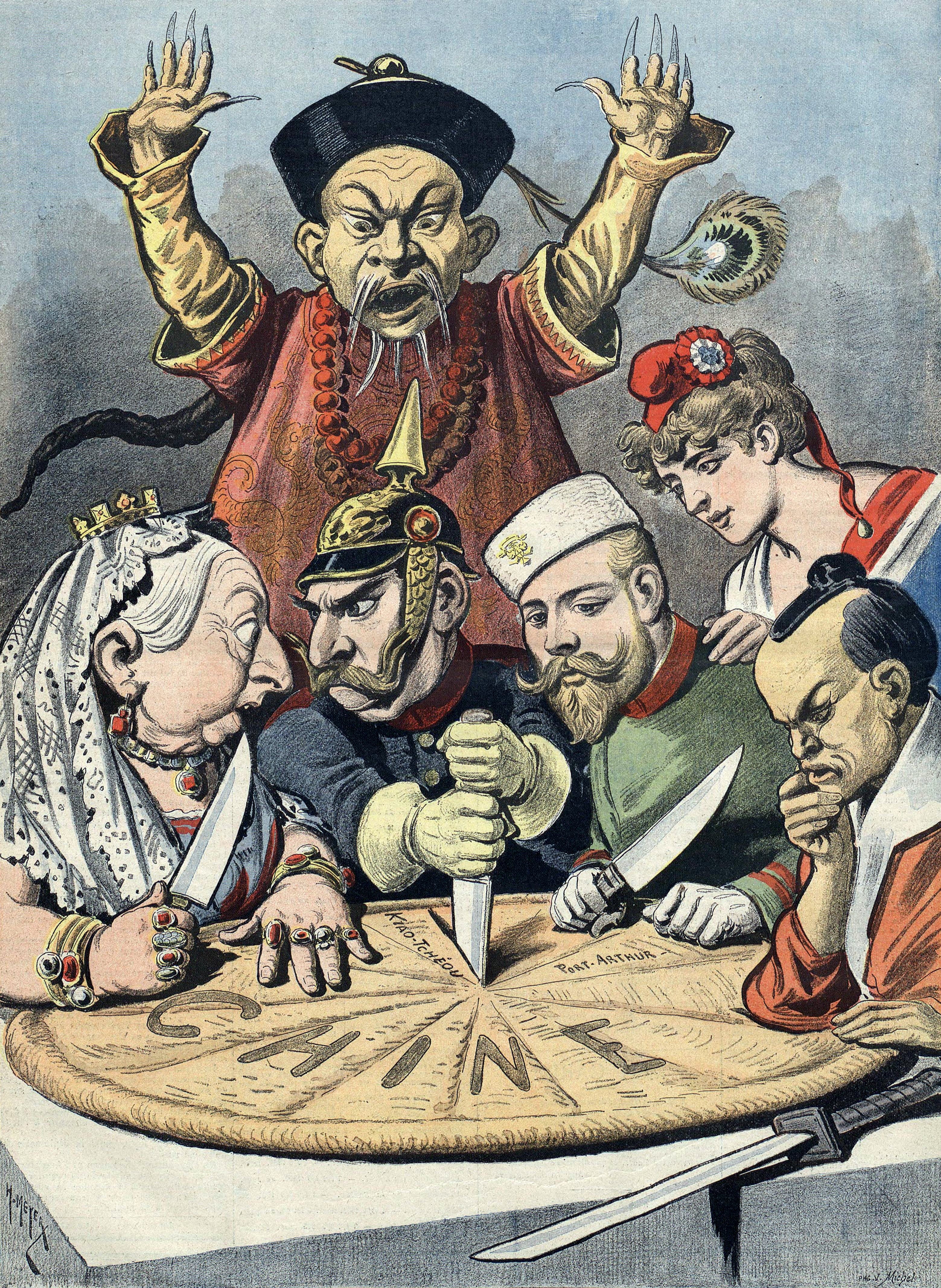
中国、王と皇帝のケーキ